# Bic (equipo ciclista)
El equipo Bic, conocido anteriormente como Saint-Raphaël o Ford France, fue un equipo ciclista francés, de ciclismo en ruta que compitió entre 1954 a 1974.
Estuvo activo durante veinte años y en sus filas  militaron grandes ciclistas como Raphaël Géminiani, Tom Simpson, Jo De Roo, Rudi Altig, Jacques Anquetil, Jean Stablinski, Lucien Aimar, Jan Janssen, René Pijnen, Luis Ocaña o Joaquim Agostinho.

## Corredor mejor clasificado en las Grandes Vueltas
| Año  | Giro de Italia       | Tour de Francia         | Vuelta a España           |
| ---- | -------------------- | ----------------------- | ------------------------- |
| 1954 | -                    | -                       | X                         |
| 1955 | -                    | -                       | -                         |
| 1956 | -                    | -                       | -                         |
| 1957 | -                    | -                       | -                         |
| 1958 | 2.º Jean Brankart    | -                       | -                         |
| 1959 | -                    | -                       | 4.º Pierre Everaert       |
| 1960 | -                    | -                       | -                         |
| 1961 | -                    | -                       | -                         |
| 1962 | -                    | 1.º Jacques Anquetil    | 1.º Rudi Altig            |
| 1963 | -                    | 1.º Jacques Anquetil    | 1.º Jacques Anquetil      |
| 1964 | 1.º Jacques Anquetil | 1.º Jacques Anquetil    | -                         |
| 1965 | -                    | 5.º Jean-Claude Lebaube | 8.º Jean Claude Wuillemin |
| 1966 | 3.º Jacques Anquetil | 1.º Lucien Aimar        | -                         |
| 1967 | 3.º Jacques Anquetil | -                       | 13.º Arie den Hartog      |
| 1968 | 5.º Willy Van Neste  | -                       | 9.º Lucien Aimar          |
| 1969 | -                    | 10.º Jan Janssen        | 5.º Michael Wright        |
| 1970 | -                    | 19.º Johny Schleck      | 1.º Luis Ocaña            |
| 1971 | -                    | 6.º Leif Mortensen      | 3.º Luis Ocaña            |
| 1972 | -                    | 12.º Leif Mortensen     | 9.º Désiré Letort         |
| 1973 | -                    | 1.º Luis Ocaña          | 2.º Luis Ocaña            |
| 1974 | -                    | 6.º Joaquim Agostinho   | 2.º Joaquim Agostinho     |

## Principales resultados
- Gran Premio del Midi Libre: Jean-Pierre Schmitz (1957), Jean Brankart (1959), Michel Stolker (1962), Jean-Claude Theilliere (1966), Michel Grain (1967)
- Tour de Romandía: Gilbert Bauvin (1958)
- Burdeos-París:  Jo De Roo (1962), Jacques Anquetil (1965)
- París-Tours: Jo de Haan (1960), Jo De Roo (1962 y 1963)
- Giro de Lombardía: Jo De Roo (1962, 1963)
- París-Niza: Jacques Anquetil (1963, 1965, 1966), Rolf Wolfshohl (1968)
- París-Bruselas: Jean Stablinski (1963)
- Critérium del Dauphiné: Jacques Anquetil (1963, 1965), Luis Ocaña (1970, 1972, 1973)
- París-Luxemburgo: Rudi Altig (1963), Jean Stablinski (1965), Anatole Novak (1966)
- Tour de Flandes: Rudi Altig (1964), Eric Leman (1972)
- Milán-San Remo: Arie den Hartog (1965)
- Gran Premio de las Naciones: Jacques Anquetil (1965, 1966), Luis Ocaña (1971)
- Amstel Gold Race: Jean Stablinski (1966), Arie den Hartog (1967)
- Lieja-Bastogne-Lieja: Jacques Anquetil (1966)
- Volta a Cataluña: Arie den Hartog (1966), Jacques Anquetil (1967), Luis Ocaña (1971)
- Cuatro días de Dunkerque: Lucien Aimar (1967), Alain Vasseur (1969)
- Vuelta al País Vasco: Jacques Anquetil (1969), Luis Ocaña (1971, 1973)
- París-Roubaix: Roger Rosiers (1971)
- Tour du Nord: Sylvain Vasseur (1972)
- Setmana Catalana: Luis Ocaña (1973)

### En las grandes vueltas
- Giro de Italia
  - 8 participaciones (1958, 1959, 1960, 1961, 1964, 1966, 1967, 1968)
  - 11 victorias de etapa:
    - 3 el 1964: Jacques Anquetil, Cees Lute, Willi Altig
    - 3 el 1966: Julio Jiménez (2), Vincent Denson
    - 1 el 1967: Jean Stablinski
    - 4 el 1968: Charly Grosskost, Edward Sels, Julio Jiménez (2)

  - 2 clasificación finales:
    - Jacques Anquetil (1960, 1964)

  - 2 clasificaciones secundarias:
    - Gran Premio de la montaña: Jean Brankart (1958)
    - Clasificación por equipos: 1964

- Tour de Francia
  - 11 participaciones (1962, 1963, 1964, 1965, 1966, 1969, 1970, 1971, 1972, 1973, 1974)
  - 35 victorias de etapa:
    - 6 el 1962: Rudi Altig (3), Jacques Anquetil (4), Jean Stablinski
    - 7 el 1963: Seamus Elliott, Jacques Anquetil (4), Guy Ignolin (2)
    - 7 el 1964: Rudi Altig, Jacques Anquetil (4), Jo De Roo, Jean Stablinski
    - 1 el 1966: Julio Jiménez
    - 1 el 1967: Paul Lemeteyer
    - 2 el 1970: Alain Vasseur, Luis Ocaña
    - 3 el 1971: Luis Ocaña (2), Bernard Labourdette
    - 8 el 1973: José Catieu, Luis Ocaña (6), Joaquim Agostinho
    - 1 el 1974: Jean-Luc Molinéris

  - 5 clasificación finales:
    - Jacques Anquetil (1962, 1963, 1964)
    - Lucien Aimar (1966)
    - Luis Ocaña (1973)

  - 8 clasificaciones secundarias:
    - Clasificación por puntos: Rudi Altig (1962)
    - Gran Premio de la montaña: Julio Jiménez (1966)
    - Premio de la combatividad: Luis Ocaña (1971, 1973)
    - Clasificación por equipos: 1962, 1963, 1971, 1973

- Vuelta a España
  - 12 participaciones (1959, 1962, 1963, 1965, 1967, 1968, 1969, 1970, 1971, 1972, 1973, 1974)
  - 45 victorias de etapa:
    - 4 el 1959: Roger Rivière (2), crono por equipos (2)
    - 12 el 1962: Rudi Altig (3), Seamus Elliott, Jean Graczyk (4), Jean Claude Annaert, Ab Geldermans, Jean Stablinski, crono por equipos
    - 6 el 1963: Jacques Anquetil, Bas Maliepaard, Guy Ignolin (2), Jean Stablinski, Seamus Elliott
    - 1 el 1965: Jean Claude Wuillemin
    - 1 el 1967: Rolf Wolfshohl
    - 2 el 1968: Michael Wright (2)
    - 3 el 1969: Michael Wright (2), Ward Sels
    - 5 el 1970: Luis Ocaña (2), Anatole Novak, Johnny Schleck, Roger Rosiers
    - 4 el 1971: René Pijnen (3), Luis Ocaña
    - 2 el 1972: René Pijnen, Jesús Aranzábal
    - 5 el 1974: Eddy Peelman (2), Joaquim Agostinho (2), Gerben Karstens

  - 3 clasificación finales:
    - Rudi Altig (1962)
    - Jacques Anquetil (1963)
    - Luis Ocaña (1970)

  - 5 clasificaciones secundarias:
    - Clasificación por puntos: Rudi Altig (1962), Bas Maliepaard (1963)
    - Clasificación por equipos: 1962, 1963, 1969

## Plantillas

### 1967
| Integrantes del equipo 1967 | Integrantes del equipo 1967 | Integrantes del equipo 1967        | Integrantes del equipo 1967 |
| Corredor                    | Fecha de nacimiento         | Equipo previo                      |                             |
| --------------------------- | --------------------------- | ---------------------------------- | --------------------------- |
| Siegfried Adler             | 29 de marzo de 1943         |                                    |                             |
| Lucien Aimar                | 28 de abril de 1941         | Ford France-Hutchinson (1966)      |                             |
| Jacques Anquetil            | 8 de enero de 1934          | Ford France-Hutchinson (1966)      |                             |
| Serge Bolley                | 3 de diciembre de 1944      |                                    |                             |
| Pierre Campagnaro           | 1 de julio de 1943          |                                    |                             |
| Arie den Hartog             | 23 de abril de 1941         | Ford France-Hutchinson (1966)      |                             |
| Vincent Denson              | 24 de noviembre de 1935     | Ford France-Hutchinson (1966)      |                             |
| Jean Graczyk                | 26 de mayo de 1933          | Margnat-Paloma-Dunlop (1964)       |                             |
| Michel Grain                | 6 de octubre de 1942        | Saint-Raphaël-Gitane-Dunlop (1964) |                             |
| Jacques Guiot               | 6 de septiembre de 1945     |                                    |                             |
| Julio Jiménez Muñoz         | 28 de octubre de 1934       | Ford France-Hutchinson (1966)      |                             |
| Christian Leduc             | 9 de noviembre de 1943      |                                    |                             |
| Paul Lemeteyer              | 4 de junio de 1942          | Ford France-Hutchinson (1966)      |                             |
| Yves Lepachelet             | 30 de junio de 1938         |                                    |                             |
| Jean Milesi                 | 24 de abril de 1935         |                                    |                             |
| Anatole Novak               | 12 de febrero de 1937       | Ford France-Hutchinson (1966)      |                             |
| Raymond Riotte              | 16 de febrero de 1940       |                                    |                             |
| Jean Stablinski             | 21 de mayo de 1932          | Ford France-Hutchinson (1966)      |                             |
| Raymond Steegmans           | 15 de mayo de 1945          |                                    |                             |
| Jean-Claude Theillière      | 23 de mayo de 1944          | Ford France-Hutchinson (1966)      |                             |
| Rolf Wolfshohl              | 27 de diciembre de 1938     | Mercier-BP-Hutchinson (1966)       |                             |
|                             |                             |                                    |                             |
| Fuente: Cycling Archives    |                             |                                    |                             |

Nota: Siegfried Adler

### 1968
| Integrantes del equipo 1968 | Integrantes del equipo 1968 | Integrantes del equipo 1968        | Integrantes del equipo 1968 |
| Corredor                    | Fecha de nacimiento         | Equipo previo                      |                             |
| --------------------------- | --------------------------- | ---------------------------------- | --------------------------- |
| Siegfried Adler             | 29 de marzo de 1943         |                                    |                             |
| Lucien Aimar                | 28 de abril de 1941         | Ford France-Hutchinson (1966)      |                             |
| Jacques Anquetil            | 8 de enero de 1934          | Ford France-Hutchinson (1966)      |                             |
| Roland Berland              | 26 de febrero de 1945       |                                    |                             |
| Serge Bolley                | 3 de diciembre de 1944      |                                    |                             |
| Arie den Hartog             | 23 de abril de 1941         | Ford France-Hutchinson (1966)      |                             |
| Jean-Claude Genty           | 17 de febrero de 1945       |                                    |                             |
| Pierre Ghisellini           | 17 de octubre de 1943       |                                    |                             |
| Jean Graczyk                | 26 de mayo de 1933          | Margnat-Paloma-Dunlop (1964)       |                             |
| Michel Grain                | 6 de octubre de 1942        | Saint-Raphaël-Gitane-Dunlop (1964) |                             |
| Charly Grosskost            | 5 de marzo de 1944          | Peugeot-BP-Michelin (1967)         |                             |
| Jacques Guiot               | 6 de septiembre de 1945     |                                    |                             |
| Cees Haast                  | 19 de noviembre de 1938     | Televizier-Batavus (1967)          |                             |
| Peter Head                  | 3 de julio de 1946          |                                    |                             |
| Julio Jiménez Muñoz         | 28 de octubre de 1934       | Ford France-Hutchinson (1966)      |                             |
| Paul Lemeteyer              | 4 de junio de 1942          | Ford France-Hutchinson (1966)      |                             |
| Gilles Locatelli            | 4 de diciembre de 1943      |                                    |                             |
| Jean Milesi                 | 24 de abril de 1935         |                                    |                             |
| Anatole Novak               | 12 de febrero de 1937       | Ford France-Hutchinson (1966)      |                             |
| Michel Rousseau             | 5 de febrero de 1936        |                                    |                             |
| Edward Sels                 | 29 de agosto de 1941        | Flandria-De Clerck (1967)          |                             |
| Jean-Claude Theillière      | 23 de mayo de 1944          | Ford France-Hutchinson (1966)      |                             |
| Willy Van Neste             | 10 de marzo de 1944         | Dr. Mann-Grundig (1968)            |                             |
| Rolf Wolfshohl              | 27 de diciembre de 1938     | Mercier-BP-Hutchinson (1966)       |                             |
| Michael Wright              | 25 de marzo de 1941         | Wiel's-Gancia-Groene Leeuw (1966)  |                             |
| Pierre Campagnaro           | 1 de julio de 1943          |                                    |                             |
|                             |                             |                                    |                             |
| Fuente: UCI                 |                             |                                    |                             |

Nota: Siegfried Adler

### 1969
| Integrantes del equipo 1969           | Integrantes del equipo 1969 | Integrantes del equipo 1969       | Integrantes del equipo 1969 |
| Corredor                              | Fecha de nacimiento         | Equipo previo                     |                             |
| ------------------------------------- | --------------------------- | --------------------------------- | --------------------------- |
| Lucien Aimar                          | 28 de abril de 1941         | Ford France-Hutchinson (1966)     |                             |
| Jacques Anquetil                      | 8 de enero de 1934          | Ford France-Hutchinson (1966)     |                             |
| Luis Balagué                          | 29 de marzo de 1944         |                                   |                             |
| Gilbert Bellone                       | 27 de diciembre de 1942     | Mercier-BP-Hutchinson (1968)      |                             |
| Roland Berland                        | 26 de febrero de 1945       |                                   |                             |
| Serge Bolley                          | 3 de diciembre de 1944      |                                   |                             |
| Paul Crapez                           | 17 de abril de 1947         |                                   |                             |
| José Miguel Echavarri                 | 10 de octubre de 1947       |                                   |                             |
| Pierre Gauthier                       | 20 de diciembre de 1946     |                                   |                             |
| Jean-Claude Genty                     | 17 de febrero de 1945       |                                   |                             |
| Pierre Ghisellini                     | 17 de octubre de 1943       |                                   |                             |
| Charly Grosskost                      | 5 de marzo de 1944          | Peugeot-BP-Michelin (1967)        |                             |
| Jan Janssen                           | 19 de mayo de 1940          | Pelforth-Sauvage-Lejeune (1968)   |                             |
| Jean-Marie Leblanc                    | 28 de julio de 1944         | Pelforth-Sauvage-Lejeune (1968)   |                             |
| Robert Legein                         | 31 de julio de 1945         |                                   |                             |
| Anatole Novak                         | 12 de febrero de 1937       | Ford France-Hutchinson (1966)     |                             |
| José Pérez Francés                    | 27 de diciembre de 1936     | Kas-Kaskol (1968)                 |                             |
| Jean Pinault                          | 21 de junio de 1946         |                                   |                             |
| José Samyn (1 de ene–28 de ago, Nota) | 11 de mayo de 1946          | Pelforth-Sauvage-Lejeune (1968)   |                             |
| Johny Schleck                         | 22 de noviembre de 1942     | Pelforth-Sauvage-Lejeune (1968)   |                             |
| Edward Sels                           | 29 de agosto de 1941        | Flandria-De Clerck (1967)         |                             |
| Marc Sohet                            | 15 de junio de 1947         |                                   |                             |
| Alain Vasseur                         | 1 de abril de 1948          |                                   |                             |
| Sylvain Vasseur                       | 28 de febrero de 1946       |                                   |                             |
| Rolf Wolfshohl                        | 27 de diciembre de 1938     | Mercier-BP-Hutchinson (1966)      |                             |
| Michael Wright                        | 25 de marzo de 1941         | Wiel's-Gancia-Groene Leeuw (1966) |                             |
|                                       |                             |                                   |                             |
| Fuente: UCI                           |                             |                                   |                             |

Nota: José Samyn, muerte durante una competición

### 1970
| Integrantes del equipo 1970      | Integrantes del equipo 1970 | Integrantes del equipo 1970       | Integrantes del equipo 1970 |
| Corredor                         | Fecha de nacimiento         | Equipo previo                     |                             |
| -------------------------------- | --------------------------- | --------------------------------- | --------------------------- |
| Jesús Aranzabal                  | 25 de diciembre de 1939     | Fagor (1969)                      |                             |
| Roland Berland                   | 26 de febrero de 1945       |                                   |                             |
| Serge Bolley                     | 3 de diciembre de 1944      |                                   |                             |
| Paul Crapez                      | 17 de abril de 1947         |                                   |                             |
| Philippe Crépel                  | 12 de enero de 1945         | Sonolor-Lejeune (1969)            |                             |
| Christian Davaine                | 7 de mayo de 1948           |                                   |                             |
| André Doyen (1 de sep–31 de may) | 29 de marzo de 1949         |                                   |                             |
| Daniel Ducreux                   | 11 de febrero de 1947       | Mercier-BP-Hutchinson (1969)      |                             |
| Francis Ducreux                  | 14 de febrero de 1945       | Mercier-BP-Hutchinson (1969)      |                             |
| José Miguel Echavarri            | 10 de octubre de 1947       |                                   |                             |
| Jean-Claude Genty                | 17 de febrero de 1945       |                                   |                             |
| Charly Grosskost                 | 5 de marzo de 1944          | Peugeot-BP-Michelin (1967)        |                             |
| Alain Hamy                       | 31 de julio de 1945         |                                   |                             |
| Jan Janssen                      | 19 de mayo de 1940          | Pelforth-Sauvage-Lejeune (1968)   |                             |
| Jean-Marie Leblanc               | 28 de julio de 1944         | Pelforth-Sauvage-Lejeune (1968)   |                             |
| Pierre Masseys                   | 26 de septiembre de 1946    |                                   |                             |
| Ramón Mendiburu                  | 12 de marzo de 1940         | Fagor (1970)                      |                             |
| Leif Mortensen                   | 5 de mayo de 1946           |                                   |                             |
| Anatole Novak                    | 12 de febrero de 1937       | Ford France-Hutchinson (1966)     |                             |
| Luis Ocaña                       | 9 de junio de 1945          | Fagor (1969)                      |                             |
| René Panagiotis                  | 3 de agosto de 1946         |                                   |                             |
| Michel Quinchon                  | 28 de agosto de 1949        | Sonolor-Lejeune (1969)            |                             |
| Roger Rosiers                    | 26 de noviembre de 1946     | Dr. Mann-Grundig (1969)           |                             |
| Alain Santy                      | 28 de agosto de 1949        |                                   |                             |
| Johny Schleck                    | 22 de noviembre de 1942     | Pelforth-Sauvage-Lejeune (1968)   |                             |
| Marc Sohet                       | 15 de junio de 1947         |                                   |                             |
| Raymond Van Marck                | 5 de junio de 1947          |                                   |                             |
| Alain Vasseur                    | 1 de abril de 1948          |                                   |                             |
| Sylvain Vasseur                  | 28 de febrero de 1946       |                                   |                             |
| Frans Verhaegen                  | 22 de enero de 1948         |                                   |                             |
| Michael Wright                   | 25 de marzo de 1941         | Wiel's-Gancia-Groene Leeuw (1966) |                             |
|                                  |                             |                                   |                             |
| Fuente: UCI                      |                             |                                   |                             |

### 1971
| Integrantes del equipo 1971              | Integrantes del equipo 1971 | Integrantes del equipo 1971       | Integrantes del equipo 1971 |
| Corredor                                 | Fecha de nacimiento         | Equipo previo                     |                             |
| ---------------------------------------- | --------------------------- | --------------------------------- | --------------------------- |
| Jesús Aranzabal                          | 25 de diciembre de 1939     | Fagor (1969)                      |                             |
| Roland Berland                           | 26 de febrero de 1945       |                                   |                             |
| Serge Bolley                             | 3 de diciembre de 1944      |                                   |                             |
| Francis Campaner                         | 1 de febrero de 1946        |                                   |                             |
| Philippe Crépel                          | 12 de enero de 1945         | Sonolor-Lejeune (1969)            |                             |
| Christian Davaine                        | 7 de mayo de 1948           |                                   |                             |
| Roger Desmaret                           | 31 de julio de 1950         |                                   |                             |
| André Doyen (1 de sep–31 de may)         | 29 de marzo de 1949         |                                   |                             |
| Daniel Ducreux                           | 11 de febrero de 1947       | Mercier-BP-Hutchinson (1969)      |                             |
| Francis Ducreux                          | 14 de febrero de 1945       | Mercier-BP-Hutchinson (1969)      |                             |
| Jean-Claude Genty                        | 17 de febrero de 1945       |                                   |                             |
| Charly Grosskost                         | 5 de marzo de 1944          | Peugeot-BP-Michelin (1967)        |                             |
| Jacques Guiot                            | 6 de septiembre de 1945     |                                   |                             |
| Jan Janssen                              | 19 de mayo de 1940          | Pelforth-Sauvage-Lejeune (1968)   |                             |
| Giovanni Jiménez Ocampo                  | 30 de junio de 1942         |                                   |                             |
| Bernard Labourdette                      | 13 de agosto de 1946        | Fagor (1970)                      |                             |
| Jean-Marie Leblanc                       | 28 de julio de 1944         | Pelforth-Sauvage-Lejeune (1968)   |                             |
| Désiré Letort                            | 29 de enero de 1943         | Peugeot-BP-Michelin (1970)        |                             |
| Leif Mortensen                           | 5 de mayo de 1946           |                                   |                             |
| Anatole Novak                            | 12 de febrero de 1937       | Ford France-Hutchinson (1966)     |                             |
| Luis Ocaña                               | 9 de junio de 1945          | Fagor (1969)                      |                             |
| Christian Palka                          | 15 de julio de 1949         |                                   |                             |
| René Pijnen                              | 3 de septiembre de 1946     | Willem II-Gazelle (1970)          |                             |
| Jean Ronsmans (1 de ene–31 de may, Nota) | 6 de agosto de 1947         | Hertekamp-Magniflex (1970)        |                             |
| Roger Rosiers                            | 26 de noviembre de 1946     | Dr. Mann-Grundig (1969)           |                             |
| Alain Santy                              | 28 de agosto de 1949        |                                   |                             |
| Guy Santy                                | 23 de noviembre de 1950     |                                   |                             |
| Johny Schleck                            | 22 de noviembre de 1942     | Pelforth-Sauvage-Lejeune (1968)   |                             |
| Marc Sohet                               | 15 de junio de 1947         |                                   |                             |
| Jean-Claude Theillière                   | 23 de mayo de 1944          | Sonolor-Lejeune (1970)            |                             |
| Bernard Van der Linde                    | 14 de junio de 1946         |                                   |                             |
| Raymond Van Marck                        | 5 de junio de 1947          |                                   |                             |
| Alain Vasseur                            | 1 de abril de 1948          |                                   |                             |
| Sylvain Vasseur                          | 28 de febrero de 1946       |                                   |                             |
| Frans Verhaegen                          | 22 de enero de 1948         |                                   |                             |
| Michael Wright                           | 25 de marzo de 1941         | Wiel's-Gancia-Groene Leeuw (1966) |                             |
|                                          |                             |                                   |                             |
| Fuente: UCI                              |                             |                                   |                             |

Nota: Jean Ronsmans, cambio de equipo

### 1972
| Integrantes del equipo 1972 | Integrantes del equipo 1972 | Integrantes del equipo 1972     | Integrantes del equipo 1972 |
| Corredor                    | Fecha de nacimiento         | Equipo previo                   |                             |
| --------------------------- | --------------------------- | ------------------------------- | --------------------------- |
| Jesús Aranzabal             | 25 de diciembre de 1939     | Fagor (1969)                    |                             |
| Roland Berland              | 26 de febrero de 1945       |                                 |                             |
| Francis Campaner            | 1 de febrero de 1946        |                                 |                             |
| Jaak De Boever              | 29 de agosto de 1937        | Flandria-Mars (1971)            |                             |
| Roger Desmaret              | 31 de julio de 1950         |                                 |                             |
| Daniel Ducreux              | 11 de febrero de 1947       | Mercier-BP-Hutchinson (1969)    |                             |
| Francis Ducreux             | 14 de febrero de 1945       | Mercier-BP-Hutchinson (1969)    |                             |
| Jean-Claude Genty           | 17 de febrero de 1945       |                                 |                             |
| Charly Grosskost            | 5 de marzo de 1944          | Peugeot-BP-Michelin (1967)      |                             |
| Bernard Labourdette         | 13 de agosto de 1946        | Fagor (1970)                    |                             |
| Serge Lapébie               | 9 de junio de 1948          | Sonolor-Lejeune (1971)          |                             |
| Eric Leman                  | 17 de julio de 1946         | Flandria-Mars (1971)            |                             |
| Désiré Letort               | 29 de enero de 1943         | Peugeot-BP-Michelin (1970)      |                             |
| Leif Mortensen              | 5 de mayo de 1946           |                                 |                             |
| Anatole Novak               | 12 de febrero de 1937       | Ford France-Hutchinson (1966)   |                             |
| Luis Ocaña                  | 9 de junio de 1945          | Fagor (1969)                    |                             |
| Christian Palka             | 15 de julio de 1949         |                                 |                             |
| René Pijnen                 | 3 de septiembre de 1946     | Willem II-Gazelle (1970)        |                             |
| Roger Rosiers               | 26 de noviembre de 1946     | Dr. Mann-Grundig (1969)         |                             |
| Alain Santy                 | 28 de agosto de 1949        |                                 |                             |
| Guy Santy                   | 23 de noviembre de 1950     |                                 |                             |
| Johny Schleck               | 22 de noviembre de 1942     | Pelforth-Sauvage-Lejeune (1968) |                             |
| Alain Vasseur               | 1 de abril de 1948          |                                 |                             |
| Sylvain Vasseur             | 28 de febrero de 1946       |                                 |                             |
|                             |                             |                                 |                             |
| Fuente: UCI                 |                             |                                 |                             |

### 1973
| Integrantes del equipo 1973        | Integrantes del equipo 1973 | Integrantes del equipo 1973     | Integrantes del equipo 1973 |
| Corredor                           | Fecha de nacimiento         | Equipo previo                   |                             |
| ---------------------------------- | --------------------------- | ------------------------------- | --------------------------- |
| Joaquim Agostinho                  | 7 de abril de 1943          | Frimatic-de Gribaldy (1972)     |                             |
| Roland Berland                     | 26 de febrero de 1945       |                                 |                             |
| José Catieau                       | 17 de julio de 1946         | Sonolor (1972)                  |                             |
| Jean-Jacques Fussien               | 21 de enero de 1952         |                                 |                             |
| Jean-Claude Genty                  | 17 de febrero de 1945       |                                 |                             |
| Bernard Labourdette                | 13 de agosto de 1946        | Fagor (1970)                    |                             |
| Serge Lapébie (1 de ene–31 de mar) | 9 de junio de 1948          | Sonolor-Lejeune (1971)          |                             |
| Désiré Letort                      | 29 de enero de 1943         | Peugeot-BP-Michelin (1970)      |                             |
| Leif Mortensen                     | 5 de mayo de 1946           |                                 |                             |
| Luis Ocaña                         | 9 de junio de 1945          | Fagor (1969)                    |                             |
| Christian Palka                    | 15 de julio de 1949         |                                 |                             |
| René Pijnen                        | 3 de septiembre de 1946     | Willem II-Gazelle (1970)        |                             |
| Roger Rosiers                      | 26 de noviembre de 1946     | Dr. Mann-Grundig (1969)         |                             |
| Alain Santy                        | 28 de agosto de 1949        |                                 |                             |
| Guy Santy                          | 23 de noviembre de 1950     |                                 |                             |
| Johny Schleck                      | 22 de noviembre de 1942     | Pelforth-Sauvage-Lejeune (1968) |                             |
| Alain Vasseur                      | 1 de abril de 1948          |                                 |                             |
| Sylvain Vasseur                    | 28 de febrero de 1946       |                                 |                             |
|                                    |                             |                                 |                             |
| Fuente: UCI                        |                             |                                 |                             |

### 1974
| Integrantes del equipo 1974         | Integrantes del equipo 1974 | Integrantes del equipo 1974      | Integrantes del equipo 1974 |
| Corredor                            | Fecha de nacimiento         | Equipo previo                    |                             |
| ----------------------------------- | --------------------------- | -------------------------------- | --------------------------- |
| Joaquim Agostinho                   | 7 de abril de 1943          | Frimatic-de Gribaldy (1972)      |                             |
| Luis Balagué                        | 29 de marzo de 1944         | La Casera-Peña Bahamontes (1973) |                             |
| Roland Berland                      | 26 de febrero de 1945       |                                  |                             |
| José Catieau                        | 17 de julio de 1946         | Sonolor (1972)                   |                             |
| Patrice Collinet                    | 18 de agosto de 1949        |                                  |                             |
| Bernard Croyet                      | 6 de julio de 1948          |                                  |                             |
| Bernard Draux (12 de jun–31 de dic) | 11 de mayo de 1951          |                                  |                             |
| Jacky Ferrari (1 de ene–30 de jun)  | 7 de octubre de 1952        |                                  |                             |
| Jean-Jacques Fussien                | 21 de enero de 1952         |                                  |                             |
| Jean-Claude Genty                   | 17 de febrero de 1945       |                                  |                             |
| Gerben Karstens                     | 14 de enero de 1942         | Rokado-De Gribaldy (1973)        |                             |
| Bernard Labourdette                 | 13 de agosto de 1946        | Fagor (1970)                     |                             |
| Jean-Luc Molinéris                  | 25 de agosto de 1950        |                                  |                             |
| Leif Mortensen                      | 5 de mayo de 1946           |                                  |                             |
| Luis Ocaña                          | 9 de junio de 1945          | Fagor (1969)                     |                             |
| Christian Palka                     | 15 de julio de 1949         |                                  |                             |
| Eddy Peelman                        | 8 de agosto de 1947         | Rokado-De Gribaldy (1973)        |                             |
| Guy Santy                           | 23 de noviembre de 1950     |                                  |                             |
| Johny Schleck                       | 22 de noviembre de 1942     | Pelforth-Sauvage-Lejeune (1968)  |                             |
| Roland Smet                         | 18 de diciembre de 1952     |                                  |                             |
| Alain Vasseur                       | 1 de abril de 1948          |                                  |                             |
| Sylvain Vasseur                     | 28 de febrero de 1946       |                                  |                             |
|                                     |                             |                                  |                             |
| Fuente: UCI                         |                             |                                  |                             |